# Blackwater (Queensland)
Blackwater – miasto w Australii, w stanie Queensland.
Z Blackwater pochodzi Kerrie Meares, australijska kolarka torowa, medalistka mistrzostw świata.